# Groene koffie
Groene koffie is koffie gemaakt van ongeroosterde koffiebonen.
De cultivering van koffiebonen dateert van ongeveer 1100 na Christus in de regio van Arabië en rond de Rode Zee. In die tijd werd roosteren nog niet toegepast. Ongeroosterde koffiebonen werden gebruikt om een drank te brouwen die gelijkaardig is aan thee. Groene bonen worden nog altijd gebruikt in sommige vormen van traditionele Arabische koffie.
Groene koffie is opnieuw in de belangstelling gekomen door zijn vermeend heilzame kwaliteiten. De ongeroosterde bonen hebben een hoog gehalte aan anti-oxidanten en chlorogeenzuur. Er wordt beweerd dat de anti-oxidanten het lichaam beschermen tegen vrij-radicalen en dat het zuur het metabolisme verhoogt. Dit zou het lichaam meer energie geven en tot gewichtsafname leiden, wanneer het gecombineerd wordt met een gezond dieet en oefening.